# Lei de nacionalidade Sul-Coreana
A lei de nacionalidade sul-coreana detalha as condições em que um indivíduo é cidadão da República da Coreia (KOR), comumente conhecida como Coreia do Sul. Os estrangeiros podem se naturalizar após viver no país por pelo menos cinco anos e demonstrar proficiência na língua coreana. Todos os cidadãos do sexo masculino com idades entre 18 e 35 anos devem cumprir pelo menos 18 meses de serviço militar obrigatório. Os cidadãos norte-coreanos também são considerados cidadãos sul-coreanos, devido às contínuas reivindicações da KOR sobre áreas controladas pela República Popular Democrática da Coreia (RPDC).

## História
O reino Joseon (rebatizado de Império Coreano em seus anos finais) não tinha regulamentos codificados que regiam a nacionalidade coreana. Depois que o reino foi anexado pelo Império do Japão, todos os coreanos se tornaram súditos japoneses. As autoridades coloniais não estenderam explicitamente a lei da nacionalidade japonesa à Península Coreana, evitando que os súditos coreanos perdessem automaticamente a nacionalidade japonesa ao se naturalizar como cidadãos estrangeiros em outro lugar.
A Coreia continuou a carecer de regulamentações formais até 1948, quando o Governo Militar do Exército dos Estados Unidos na Coreia promulgou medidas temporárias que tratam da nacionalidade enquanto se preparava para estabelecer um estado sul-coreano. De acordo com essas medidas, um cidadão coreano foi definido como qualquer pessoa nascida de um pai coreano. Filhos nascidos de mãe coreana só herdavam sua nacionalidade se o pai fosse apátrida ou tivesse nacionalidade desconhecida. Os coreanos que adquiriram uma nacionalidade diferente foram considerados como tendo perdido a nacionalidade coreana, mas poderiam tê-la restaurada mediante renúncia de sua nacionalidade estrangeira ou remoção do koseki japonês. A primeira lei nativa regulando a nacionalidade foi aprovada pela Assembléia Nacional Constituinte no final daquele ano e em grande parte adotou esta estrutura.
A lei de 1948 atribuiu importância especial à nacionalidade dos chefes de família do sexo masculino. Mulheres estrangeiras que se casaram com homens coreanos adquiriram automaticamente a cidadania KOR, mas o inverso não era verdade. Quando os homens estrangeiros se naturalizaram como sul-coreanos, suas esposas e filhos receberam simultaneamente a cidadania. Mulheres estrangeiras também não puderam se naturalizar independentemente de seus maridos. Além disso, todos os cidadãos naturalizados foram proibidos de ocupar altos cargos políticos ou militares. Essas restrições ao serviço público foram revogadas em 1963 e grandes reformas em 1998 separaram a nacionalidade de uma mulher da de seu marido.

## Aquisição e perda
Os indivíduos recebem automaticamente a nacionalidade sul-coreana ao nascer se pelo menos um dos pais for cidadão sul-coreano, sejam eles nascidos na República da Coreia ou no exterior.
Os residentes estrangeiros permanentes com mais de 20 anos podem se naturalizar como cidadãos da KOR após residir na Coreia do Sul por mais de cinco anos e demonstrar proficiência na língua coreana. O requisito de residência é reduzido para três anos para indivíduos com pais sul-coreanos que ainda não eram cidadãos KOR, e dois anos para candidatos com cônjuges sul-coreanos. Esse valor é ainda mais reduzido para um ano para candidatos que foram casados com sul-coreanos por mais de três anos. Os filhos menores não podem se naturalizar independentemente, mas podem se inscrever com um pai estrangeiro que também esteja se naturalizando. Os requerentes de naturalização bem-sucedidos são normalmente obrigados a renunciar às suas nacionalidades anteriores no prazo de um ano, a menos que se naturalizem por casamento. Estão também isentos deste requisito os indivíduos que obtiveram a nacionalidade concedida pelo Ministério da Justiça especificamente devido à sua capacidade profissional excepcional ou a contribuições feitas para o país. Os indivíduos isentos devem, alternativamente, fazer uma declaração para não exercer sua nacionalidade estrangeira na Coreia do Sul.
A naturalização era excepcionalmente rara até 2000; o número médio de estrangeiros adquirindo a cidadania de 1948 até então era de 34 pessoas por ano. Desde então, essa taxa aumentou drasticamente. O número acumulado de cidadãos naturalizados atingiu 100.000 em 2011 e 200.000 em 2019.
Antes de 1998, a nacionalidade KOR era transferível por descendência para filhos de pais sul-coreanos (mas não mães). Indivíduos que só podem rastrear sua ascendência sul-coreana através da linha materna antes deste ano não são cidadãos KOR ao nascer. Pessoas nascidas de mães sul-coreanas e pais estrangeiros entre 13 de junho de 1978 e 13 de junho de 1998 puderam solicitar a nacionalidade sul-coreana sem quaisquer requisitos de residência até 31 de dezembro de 2004.
Os sul-coreanos residentes no estrangeiro que adquiram voluntariamente uma nacionalidade estrangeira têm automaticamente a sua cidadania KOR revogada e são obrigados a comunicar esta mudança de estatuto ao Ministério da Justiça. Cidadãos da KOR também podem perder a nacionalidade sul-coreana quando obtêm o status de estrangeiro indireta ou involuntariamente por meio de casamento, adoção ou reconhecimento legal de parentesco. Essas pessoas têm um prazo de seis meses para fazer uma declaração formal de sua intenção de manter a nacionalidade sul-coreana.
A nacionalidade KOR também pode ser renunciada mediante requerimento ao Ministério da Justiça. As cidadãs do sexo feminino que também são estrangeiras no nascimento devem declarar sua intenção de manter ou renunciar à nacionalidade KOR antes dos 22 anos de idade. Os cidadãos do sexo masculino que obtiveram a nacionalidade estrangeira de nascimento devem fazer esta declaração antes de 31 de março do ano em que completam 18 anos. Cidadãos com dupla nacionalidade que mantiverem a nacionalidade sul-coreana após este ponto estão sujeitos a ordens de recrutamento e não estão autorizados a renunciar à nacionalidade KOR até que tenham completado o serviço militar.
Os ex-cidadãos sul-coreanos podem posteriormente solicitar a restauração da nacionalidade, sujeito à renúncia de suas nacionalidades anteriores. No entanto, ex-nacionais que readquiram a nacionalidade KOR após atingirem a idade de 65 anos com a intenção de residir permanentemente na Coreia do Sul estão isentos deste requisito.

## Direitos e restrições
Cidadãos sul-coreanos são obrigados a se registrar para obter carteiras de identidade sul-coreanas, elegíveis para portar passaportes da República da Coreia, e capazes de votar em todas as eleições em nível nacional e local. Os cidadãos com dupla nacionalidade estão proibidos de exercer qualquer cargo que exija o cumprimento de funções oficiais do Estado. Todos os cidadãos do sexo masculino idades entre 18 e 35 são obrigados a cumprir pelo menos dois anos de serviço militar. Ao viajar para destinos estrangeiros, os sul-coreanos podem entrar em 189 países e territórios sem visto, a partir de 2020.

### Norte-coreanos
Praticamente todos os cidadãos norte-coreanos são considerados cidadãos sul-coreanos por nascimento, devido às contínuas reivindicações da KOR sobre áreas controladas pela República Popular Democrática da Coreia (RPDC). Ao chegar a uma missão diplomática sul-coreana, os desertores norte-coreanos estão sujeitos a uma análise investigativa de seus antecedentes e nacionalidade. Se forem considerados cidadãos da KOR, eles terão direito ao reassentamento na Coreia do Sul e receberão apoio financeiro, médico, de emprego e educacional, bem como outros benefícios de bem-estar direcionados na chegada. Cidadãos do sexo masculino da Coreia do Norte estão isentos de alistamento.
No entanto, o governo sul-coreano não reconhece os seguintes grupos de cidadãos da RPDC como possuindo nacionalidade KOR: cidadãos da RPDC naturalizados que não são etnicamente coreanos, norte-coreanos que adquiriram voluntariamente uma nacionalidade estrangeira e norte-coreanos que só podem provar sua linhagem materna descida antes de 1998. Indivíduos nos dois primeiros grupos são negados todas as formas de proteção, enquanto aqueles na última categoria podem ser reassentados na Coreia do Sul de forma discricionária.
De acordo com um estudo de 2021, "os norte-coreanos frequentemente lutam para obter o reconhecimento do estado ao fazer reivindicações de cidadania do exterior, e a aquisição da cidadania KOR continua sendo um processo incremental e contingente, que requer um alto grau de agência dos norte-coreanos em busca de reassentamento."

### Coreanos estrangeiros
O governo sul-coreano classifica os nacionais da KOR e estrangeiros de etnia coreana que vivem no exterior em vários grupos com base em seu status de emigração e domicílio dos pais. O termo "Coreanos Ultramarinos" abrange tanto cidadãos sul-coreanos com residência permanente em outro país quanto coreanos étnicos que anteriormente possuíam a nacionalidade KOR e seus descendentes.
Dentro da classe de cidadãos sul-coreanos que vivem no exterior estão "sul-coreanos de segunda geração", que são definidos na legislação como cidadãos KOR que se estabeleceram no exterior em uma idade jovem ou nasceram no exterior, viveram fora da Coreia do Sul até os 18 anos e cujos pais também residem permanentemente no exterior. O termo "segunda geração", neste contexto, não está vinculado a gerações de imigrantes e pode ser usado para descrever cidadãos sul-coreanos cujas famílias foram domiciliadas no exterior por muitas gerações. Cidadãos desta classe que relataram seu status de emigração ao Ministério das Relações Exteriores podem adiar indefinidamente os pedidos de conscrição, mas seriam obrigados a cumprir com suas obrigações de serviço quando de seu retorno permanente à Coreia do Sul.
Ex-cidadãos da KOR e seus descendentes têm status favorecido quando residentes na Coreia do Sul. Esses indivíduos têm autorização de trabalho facilitada, acesso ao sistema de saúde do estado, e direitos equivalentes aos cidadãos na compra de propriedades e transações financeiras.

#### Coreanos Zainichino Japão
Os coreanos zainichi são coreanos étnicos que vivem no Japão e seus ancestrais remontam a migrantes que se estabeleceram lá permanentemente antes da Segunda Guerra Mundial. Quando a Coreia era uma colônia japonesa, os coreanos eram considerados súditos japoneses, mas esse status foi revogado pelo Tratado de São Francisco em 1952. Após a normalização das relações entre o Japão e a Coreia do Sul em 1965, o governo japonês concedeu residência permanente a cidadãos ZainichiKOR. Os residentes coreanos que estavam anteriormente politicamente alinhados com a RPDC mudaram sua lealdade àKOR para que pudessem adquirir a nacionalidade sul-coreana e subsequentemente reivindicar a residência permanente japonesa. Residentes alinhados à Coreia do Norte receberam mais tarde residência permanente em 1982. Ambos os grupos foram reclassificados em 1991 como residentes permanentes especiais (SPR), que concedeu aos Zainichi proteção quase total contra deportação (exceto nos casos mais graves de atividade ilícita) e expandiu suas oportunidades de emprego. O status SPR é específico para esta classe de indivíduos com origens da era colonial; Imigrantes sul-coreanos mais recentes no Japão não podem se inscrever para este tipo de residência.
Os Zainichi afiliados ou não-alinhados da RPDC não reivindicam ativamente a nacionalidade KOR e são tratados pelo governo japonês como se fossem apátridas, mantendo uma designação Chōsen-seki única como alternativa. Embora sejam considerados como possuidores da nacionalidade KOR, sua recusa em exercer esse status dificulta sua capacidade de viajar para a Coreia do Sul. Chōsen-seki pode solicitar permissão para entrar na KOR com certificados de viagem que são emitidos por missões diplomáticas sul-coreanas a seu critério, mas estes têm sido cada vez mais difíceis de obter desde 2009.

## Legislação
- Bukanitaljuminui boho min jeongchakjiwone gwanhan beomnyul (북한이탈주민의 보호 및 정착지원에 관한 법률) [North Korean Refugees Protection and Settlement Support Act] No. 5259 (enacted 13 January 1997, as amended by Act No. 16223 15 January 2019) (S. Korea)
- Byeongyeokbeop (병역법) [Military Service Act] No. 41 (enacted 6 August 1949, as amended by Act No. 14611 21 March 2017) (S. Korea)
- Daehan Minguk Heonbeop (대한민국 헌법) [Constitution of the Republic of Korea] (ratified 12 July 1948, effective 17 July 1948, as amended 19 October 1987) (S. Korea)
- Gukjeokbeop (국적법) [Nationality Act] No. 16 (enacted 20 December 1948, as amended by Act No. 14183 18 September 2018) (S. Korea)
- Jaeoedongpoui churipgukgwa beopjeong jiwie gwanhan beomnyul (재외동포의 출입국과 법적 지위에 관한 법률) [Act on the Immigration and Legal Status of Overseas Koreans] No. 6015 (enacted 2 September 1999, as amended by Act No. 14973 31 October 2017) (S. Korea)
- Jumindeungnokbeop (주민등록법) [Resident Registration Act] No. 1067 (enacted 10 May 1962, as amended by Act No. 14839 26 July 2017) (S. Korea)
- Nipponkoku to no heiwa jōyaku ni motozuki Nippon no kokuseki o ridatsushita monotō no shutsunyūkoku kanri nikansuru tokureihō (日本国との平和条約に基づき日本の国籍を離脱した者等の出入国管理に関する特例法) [Special Law on the Immigration Control of Those Who Have Lost Japanese Nationality on the Basis of the Peace Treaty with Japan and others] No. 71 (enacted 1 April 1991, as amended by Law No. 102 14 December 1991) (Japan)
- Yeogwonbeop (여권법) [Passport Act] No. 940 (enacted 31 December 1961, as amended by Act No. 14606 21 March 2017) (S. Korea)